# Agakhanovita-(Y)
L'agakhanovita-(Y) és un mineral de la classe dels silicats, que pertany al grup de l'osumilita. Va ser anomenat així en honor d'Atali A. Agakhanov, mineralogista del museu Fersmann de Moscou.

## Característiques
L'agakhanovita-(Y) és un mineral de fórmula química (YCa)□₂KBe₃Si₁₂O30. Cristal·litza en el sistema hexagonal. La seva duresa a l'escala de Mohs és 6.